# Jiraiya Gōketsu Monogatari
Jiraiya Gōketsu Monogatari (jap. 児雷也豪傑譚 "Opowieść o wspaniałym Jiraiya" lub "Ballada o bohaterskim Jiraiya") – opowieść z japońskiego folkloru.
Jej główny bohater, o imieniu Jiraiya, był dziedzicem potężnego klanu na wyspie Kiusiu. Kiedy klan popadł w ruinę, Jiraiya przybył do prowincji Echigo (dziś prefektura Niigata), gdzie został wakō (piratem). Po latach doszedł do pozycji przywódcy rabusiów. Nieśmiertelny, mieszkający na górze Myōkō (Myōkō-san; zwana także Echigofuji), nauczył Jiraiyę żabiej magii. Nie pomogło mu to jednak zwyciężyć swego znienawidzonego wroga, człowieka który doprowadził jego klan do ruiny - starca imieniem Sarashina.
Jiraiya poślubił piękną księżniczkę Tsunade. Jeden z uczniów Jiraiyi - Yashagorō opanował magię węży i przybrał imię Orochimaru. Pod tym przydomkiem zaatakował swego mentora. Razem ze swoją żoną, Jiraiya stoczył walkę z wiarołomnym protegowanym. W starciu zostali otruci jadem i stracili przytomność. Uratowali ich uczniowie Jiraiyi.

## Sztuka teatralna
Cała historia została zawarta w zbiorczym dziele wielu autorów - Jiraiya Gōketsu Monogatari wydanym w 43 częściach od 1839 do 1868. Ilustracje wykonał Kunisada. Dramaturg Mokuami Kawatake napisał dramat bazujący na pierwszych dziesięciu częściach powieści. Dramat wystawiono w 1852 w Teatrze Kawarasaki, w roli Jiraiyi wystąpił Danjūrō Ichikawa VIII.